# Thalattosuchia
Sous-ordre
Taxons de rang inférieur
- Turnersuchus (en)[2]
- Metriorhynchoidea
  - Metriorhynchidae[3]
- Teleosauroidea
  - Teleosauridae

Les Thalattosuchia (thalattosuchiens en français) sont un clade éteint de crocodylomorphes marins ayant existé du Jurassique inférieur au Crétacé inférieur et qui a eu une distribution cosmopolite. Ils sont parfois familièrement dénommés « crocodiles marins » ou « crocodiles de mer », même s'il ne s'agit pas réellement de crocodiliens.
Le terme Thalattosuchia a été inventé par Fraas en 1901. Divers auteurs ont considéré Thalattosuchia comme un infra-ordre ou un sous-ordre des « Mesosuchia ». Toutefois, le terme Mesosuchia étant un groupe paraphylétique, il n'est plus utilisé. Par souci de cohérence, Thalattosuchia devrait être placé au rang de sous-ordre, bien que l'ordre qui le contient soit actuellement sans nom.
Depuis que Buffetaut (1982) a montré les caractéristiques communes des premiers Metriorhynchidae et Teleosauridae, les Thalattosuchia ont regroupé ces deux familles. Certains des premiers membres des Teleosauridae ont été découverts dans des dépôts non marins suggérant que les thalattosuchiens ont évolué de formes d'eau douce semi-aquatiques à des formes entièrement marines. Ces deux grands groupes sont considérés aujourd'hui comme des super-familles, respectivement les Metriorhynchoidea et les Teleosauroidea.
La systématique du genre Pelagosaurus est délicate, avec différentes topologies, certaines le plaçant comme un téléosauridé, d'autres comme le taxon sœur du clade Teleosauridae + Metriorhynchidae. Enfin d'autres auteurs considèrent Pelagosaurus comme un métriorhynchidé primitif. En 2018, lors de la description du nouveau genre Magyarosuchus, une analyse phylogénétique conduite par les inventeurs du genre, place Magyarosuchus fitosi dans la position la plus basale parmi les Metriorhynchoidea, en groupe frère avec Pelagosaurus typus.